# Мария фон Вюртемберг (1818–1888)
Мария Александрина Авугуста Луиза Евгения Матилда фон Вюртемберг (на немски: Marie Alexandrine Auguste Luise Eugenie Mathilde von Württemberg; * 25 март 1818, Карлсруе, Горна Силезия; † 10 април 1888, дворец Филипстал) е херцогиня от Вюртемберг и чрез женитба ландграфиня на Хесен-Филипстал (1849 – 1866).

## Биография
Тя е дъщеря на имперско-руския генерал Евгений фон Вюртемберг (1788 – 1857) и първата му съпруга принцеса Матилда фон Валдек-Пирмонт (1801 – 1825), дъщеря на княз Георг I фон Валдек-Пирмонт (1747 – 1813) и принцеса Августа фон Шварцбург-Зондерсхаузен (1768 – 1849).
Мария се омъжва на 9 октомври 1845 г. в Карлсруе (Покой), Силезия, за ландграф Карл II фон Хесен-Филипстал (1803 – 1868), син на ландграф Ернст Константин фон Хесен-Филипстал (1771 – 1849).
След Австрийско-пруската война през 1866 г., Ландграфство Хесен-Филипстал е присъединено към Кралство Прусия, и Мария и нейният съпруг загубват титлата си.
Тя умира на 10 април 1888 година на 70 години.

## Деца
Мария фон Вюртемберг и Карл II имат двама сина:
- Ернст Евгений Карл Августус Бернард Паул (1846 – 1925), последният ландграф на Хесен-Филипстал
- Карл (1853 – 1916), принц на Хесен-Филипстал[5]